# اسبچه اکسمور
اسبچه اِکسمور (به انگلیسی: Exmoor Pony) قدیمی‌ترین، ابتدایی‌ترین و در عین حال خالص‌ترین نژاد اسبچه‌های بومی جزایر بریتانیا است و یکی از نژادهای اسبچه‌های کوهی و خلنگزاری این کشور به شمار می‌رود.  امروزه نیز می‌توان هنوز برخی از این اسبچه‌ها را به صورت گله‌هایی نیمه وحشی در خلنگزارهای اکسمور واقع در دوون، سامرست در جنوب غربی انگلستان مشاهده نمود.

## منبع
- مشارکت‌کنندگان ویکی‌پدیا. «Exmoor Pony». در دانشنامهٔ ویکی‌پدیای انگلیسی، بازبینی‌شده در ۲۸ فوریه ۲۰۱۰.